# Seznam slovenskih učiteljev
Seznam slovenskih učiteljev, šolnikov in pedagogov:

## A
Ciril Abram - Laura Abram - Jakica Accetto - Emil Adamič - Fran Serafin Adamič - Milan Adamič - Miroslav Adlešič - France Ahlin - Jurij Alič - Franc Alvian - Lado Ambrožič-Novljan - Ivan Andoljšek - Leopold Andree - Milan Apih - Mara Apih Pečar - Miljutin Arko - Ivan (Janko) Arnejc - Josip Armič - Ivan Artač - Majda Artač Sturman - Alenka Aškerc Mikeln - Anton Aškerc ml. (1910-88) - Katarina Aškerc Zadravec - Oskar Autor - Sabina Autor - Lilijana Avčin - France Avsec - Mirko Avsenak - Ciril Ažman

## B
Jože Babič - Karel Bačer - Aida Bahar - Jure (Jurij) Bajc - Barbara Bajd - Franc(e) Bajd - Oton Bajde - Anton Bajec - Franc Bajt - Ivan Bajželj - Rudi Bajželj - Marko Bajuk - Karin Bakračevič Vukman - Jožef Balant - Josip Balič - Majda Baloh Dobeic - Elido Bandelj - Olga Bandelj - Vincenc Bandelj - Friderik Baraga - Srečko Baraga - Ana Barbič - Andreja Barle Lakota - Ivan Barle - Konrad Barle - Anton Bartel - Ivan Bartl - Zdenka Baša - Milena Batič - Jan Baukart - Janez Bečaj - Martin Bedjanič - Albin Belar - Leopold Belar - Vinko Beličič - Ivan Belle - Gizela Belinger Ferjančič - Lajos Bence - Ivan (Janez) Benigar - Davorin Beranič - Olga Bertok - Oton Berce - Sonja Berce - Milica Bergant - Ciril Bergles - Antonija Bernard - Elizabeta Bernjak - Ciril Bernot - Olga Bertok - Ivan Bertoncelj - Niko Berus - Karel Bervar - Jože Beslič-Učo - Julij Betetto - Davorina Bevk - France Bevk - Stanislav Bevk - Anton Bezenšek - Janko Bezjak - Josip Bezlaj - Viktor Bežek - Bogdan Binter - Janez Bitenc - Tomaž Bizajl - Ivan Bizjak - Dana Blaganje - Pavle Blaznik - Ana Blažič - Marjan Blažič - Milena Mileva Blažić -
Marija Blažina - Janez Bleiweis - Kristjan Bogatec - Franček Bohanec - Jože Bohinc - Pavle Bohinc - Adam Bohorič - Etbin Bojc - Janez Bole - Marija Bolta - Josip Boncelj - Marko Boncelj - Mirjana Borčić - France Borko - Marja Boršnik - Branko Božič - Zoran Božič - Vladimir Bračič - Fran Bradač - Zlatko Bradač - Bojan Bratina - Andrej Bratuž - Lojzka Bratuž - Albert Bregant - Jurij Bregant - Zmago Bregant - Janez Brence - Kristina Brenk - Anton Breznik - Inge Breznik - Jože Breznik - Martin Breznik - Bojan Brezovar - Matija Brezovar - Anton Brezovnik - Franc Brežnik - Pavel Brežnik -
Jože Brilej (učitelj) - Josip Brinar - Slavko Brinovec - Srečko Brodar - Mirko Brulc - Viljem Brumec - Vinko Brumen - Andrej Budal - Lučana Budal - Janez Budau (1807−1878) - Peter Budin - Cvetko Budkovič - Jožef Frančišek Buh - Miha Bulovec - Stanko Bunc - Anton Burgar - Ivan Burger - Stojan Burnik - Valentin Burnik - Milan Butina - Jože Butinar

## C
Urša Cankar Soares - France Capuder - Karel Capuder - Rok Capuder - Ivanka Cegnar - Magda Cencelj - Jakob Cepuder - Josip (Jože) Cepuder - Majda Cenčič - Mira Cenčič - Josip Cerk - Drago Chistof - Josip Christof - France Cigan - Tone Ciglar - Majda Cirman - Fanny S. Copeland - Rada Cossutta - Zlata Cugmas - Jurij Cvetko - Fran Cvetko - Pavle (Eufrid) Cvetko - Vladimir Cvetko

## Č
Dragica Čadež - Janez Čandek - Janko Čar - Jakob Čebular - Nina Čelešnik Kozamernik - Lavo Čermelj - Viktor Čermelj - Anica Černej - Ludovik Černej - Ana Černic - Ivan Černic - Karlo Černic - Vinko Černic - Viljem Černo - Janko Černut - Franjo Čibej - Anton Čižman (1821-74) - Amalija Čok - Andrej Čok - Anica Čok - Antonija Čok - Jelica Čok Žagar - Lucija Čok - Sonja Čokl - Dušan Čop - Josip Čop - Matija Čop - Mici Čop (r. Kessler) - Venčeslav Čopič - Janja Črčinovič Rozman - Fran Črnagoj - Anton Črnivec - Miroslav Črnivec - Rajmund Čuček - Avguštin Čuk

## D
Marjeta Dajčman - Peter Dajnko - Franc Dakskobler - Anton Debeljak - Tine Debeljak - Janez Debevec - Marica Dekleva Modic - Josip Demšar - Anton Derganc - Valter Bruno Dermota - Marija Dernovšek Šprajcar - Fran Detela - Leon Detela - Zoran Didek - Cilka Dimec Žerdin - Mojca Dimec - Ivan Dimnik - Jakob Dimnik - Peter Dimnik - Slavoj Dimnik - Filip Divinar - Milan Divjak - Edvin Dobeic - Karel Doberšek - Mira Dobovšek - Anton Dolar - Simon Dolar - Janez Dolenc - Ivan Dolenec - Jožica Dolenšek - Elvira Dolinar - Jože (Josip) Dolgan - Milan Dolgan - Marina Dornig - Rudolf Dostal - Tatjana Drovenik-Čalič - Hinko Druzovič - Metod Dular

## E
Janez Nepomuk Edling - Andrej Einspieler - Jožef Kalasanc Erberg - Volbenk Inocenc Erberg - Fran Erjavec - Fran Erjavec (urednik)

## F
Franc Fabinc - Anton Fakin - Silvo Fatur - Ivan Favai - Vesna Falatov - Anton Feinig - Darjo Felda - Janez Ferbar - Ivan Ferbežer - Marko Ferjan - Fran Ferjančič - Ivanka Ferjančič - Franc Ferk - Anton Ferlinc - Ferdinand Ferluga - Štefan Ferluga - Fedora Ferluga Petronio - Ludovik Fettich Frankheim - Mirko Filej - Marta Filli - Jože Filo - Dušana Findeisen - Fran Fink - Anton Fister - Pavel Flere - Jože Florjančič - Ivan Fon - Alojz Fošnarič - Samo Fošnarič - Josip Freuensfeld - Alojz Fridl - Nikodem Frischlin (1547-90) - Anton Funtek

## G
Slavko Gaber - Marija Gabrijelčič - Nada Gaborovič - Fran Gabršek - Janko Gačnik - Mirko Galeša - Franc Galič - Engelbert Gangl - Kajetan Gantar - Kajetan Gantar - Igor Gedrih - Stanko Gerjolj - Ivan Gerlič - Alenka Gerlovič - Herman Germ - Alenka Glazer - Saša Glažar - Martin Globočnik - Viktorija Zmaga Glogovec - Julij Głowacki - Janez Frančišek Gnidovec - Franc Gnidovec - Radovan Gobec - Anton Godec - Ljerka Godicl - Vesna Godina - Janez Gogala - Mirko Gogala - Stanko Gogala - Avgust Gojkovič - Manko Golar - Lidija Golc - Jadviga Golež-Špela - Tine Golež - Alenka Goljevšček Kermauner - Danica Golli - Andrej Gollmayr - Jurij Gollmayr - Berta Golob - Danilo Golob - Tone Gorše - Marjan Gorup - Franc Govekar - Minka Govekar (r. Vasič) - Monika Govekar Okoliš - Vinko Govekar - Benjamin Gracer - Franjo Grafenauer - Jera Grafenauer - Ludvik Grafenauer - Ivan Grašič - Mateja Grašič - Marica Gregorič Stepančič - Karel Gril - Franc Grm (1877-1967) - Anton Grmek - Maša Grom - Adolf Gröbming - Milan Grošelj - Mar(ij)a Grošelj - Pavel Grošelj - Rudolf Grošelj-Fiči - Gabriel Gruber - Janez Grum - Rado Grum

## H
Balthasar Hacquet - Franc Hafner - Gema Hafner - Krist(in)a Hafner - Jože Hainz - Avguštin Hallerstein - Bruno Hartman - Milka Hartman - Franc Hauptmann - Ljudmil Hauptmann - Anton Heinrich - Matija Heric - Vladimir Herle - Jurij Herman (1793-) - Mihael Herman - Franc Hladnik - Matej Hladnik - Miran Hladnik - Franc Hlupič - Maja Hmelak - Barbka Höchtl - Andreja Hočevar - Ciril Hočevar - Franc Hočevar - Kuno Hočevar - Pavla Hočevar - Slavko Hočevar - Antonija Höffern (r. Baraga) - Andraš Horvat - Davorin Hostnik - Alojzij (Lojze) Hreščak - Marija Aleksandra (Vladimira) Hreščak - Anton Hribar - Marjan Hribar - Mirko Hribar - Ksenija Hribar - Zoran Hribar - Slavka Hronek (r. Grafenauer) - Franc Hubad - Matej Hubad - Draga Humek - Dragotin Humek - Katja Hvala - Vojteh Hybášek

## I
Josip Ilc - Anton Ingolič - Anton Irgolič - Lydia Iskrić - Goran Iskrić - Anton Ivančič - Lojze Ivanetič - Martin Ivanetič - Milena Ivanuš Grmek

## J
Božidar Jakac - Fran Jaklič - Bogo(mil) Jakopič - Rihard Jakopič - Luka Jamnik - Rado Jan - Anton Janežič - Ivan Janko - Anton Janša - Gustav Januš - Miha Japelj - Anton Jarc - Evgen Jarc - Ciril Jeglič - Klemen Jelenc - Luka Jelenc - Sabina Jelenc Krašovec - Zoran Jelenc - Adolf Jenko - Ivan Jenko - Jožef Jenko - Vida Jeraj - Vida Jeraj Hribar - Fran Jeran - Zdravko Jeras - Urban Jerin - Janez Jerman (1962) - Franc Jerovšek - France Jesenovec - Marija Jezernik (Wirgler) - Katja Jeznik - Jakob Jež - Jurij Jug - Marko Juhant - Janko Jurančič - Jože Jurančič - Olga Jurančič Virens? - Poldka (Leopoldina) Jurančič Dolenec - Edelman Jurinčič - Benjamin Jurman - Janez Justin - Ferdo Juvanec - Rudolf Južnič - Stane Južnič

## K
Milan Kabaj - Milan Kac - Anton Kacin - Janez Kadiš - Milan Kajč - Ludovika Kalan - Janja Kalin - Felicita Kalinšek - Ignac Kamenik - Anton Mirko Kapelj - Janoš Kardoš - Janez Karlin - Anton Kašutnik - Majda Kaučič Baša - Andrej Kavčič - Jožica Kavčič - Ivan Kavkler (1854) - Marija Kavkler - Slavko Kavšek - Tone Kebe - Ivan Kejžar - Andrej Kenič - Janez Kerčmar - Aksinja Kermauner - Valentin Kermavner - Janez Krstnik Kersnik - Slava (Alojzija) Kersnik - Judita Kežman Počkaj - Ivan Kiferle - Franc-Žiga Kimovec - Josip Kladnik - Rajko Kladnik - Rudolf Kladnik - Zora Klavžar - Janez Kleeman - Ferdo Kleinmayr - Josip Klemenčič - Stanko Klinar - Anton Klodič - Franjo Klojčnik - Bož(en)a Kmecl - Edmund Kmecl - Matjaž Kmecl - Marija Kmet (ps. Svitoslava) - Marta Kmet (ps. Minka Krejan) - Jože Kmetec - Janko Knapič - Jasna Knez - Josip Kobal (1882-1964) - Boris Kobe - Marjana Kobe - Rudolf Kobilica - France Koblar - Alenka Kobolt - Blaž Kocen - Štefan Kociančič - Gregor Kocijan - Zdenko Kodelja - Majda Kodrič - Antonija Kofol - Marija Kolar - Nuša Kolar - Vilko Kolar - Rudolf Kolarič - Janez Kolenc (st./ml.) - Marija Kolenc - Karolina Kolmanič - Dašenjka Komac (r. Hajnrihar) - Jaro Komac - Slavo (Radoslav) Komac - Marija Koman - Franc Komatar - Mihael Komel - Peter Končnik - Valentin Konšek - Antonija Kontler - Srečko Koporc - Alfonz Kopriva - Silvester Kopriva - Nikolaj Koprivec - Janez Koprivnik - Josip Korban - Avgust Korbar - Karel Kordeš - Melita Kordeš Demšar, Metka Kordigel - Andrej Koren - Majda Koren - Gregor Koritnik - Aleksandra Kornhauser - Jože Koropec - Janja Korošec - Fran Kos - Ivan Kos (1849-1931) - Janko Kos - Poldka (Leopoldina) Kos - Anton Kosi - Anton Kosovel - Ivan Kosovel - Josip Kosovel - Josip Kostanjevec - Marija Košak - Jože Košar - Niko Košir - Stanislav Košir - Ivan Koštiál - Anton Kotar - Herman Kotar - Nedeljka Kotnik - Rudi Kotnik - Stanko Kotnik - Veselko Kovač - Mojca Kovač Šebart - Ferdo Kozak - Juš Kozak - Jurij Kozina - Marjan Kozina - Pavel Kozina - Tonči Koželj - Boris Kožuh - Josip Kožuh (1854-1948) - Milena Kožuh - Boris Krabonja - Živa Kraigher - Ana Krajnc - Janez Krajnc (1817-1908) - Milovan Krajnc - Mitja Krajnčan - Ivan Krajnik - Boža Krakar Vogel - Božo Kralj - Franc Kralj - Metka Kralj - Vladimir Kralj - Janko Kramar - Martin Kramar - Miroslava Kramarič - Albin Kramberger - Darja Kramberger - Silvo Kranjec - Fran Krašan - Teodor Kravina - Marijan Kravos - Zdravko Kravos - Minka Krejan - Janez Krek - Leon Krek - Sebastjan Krelj - Marko Kremžar - Marko Krevs - Ružena Kristan - Silvo Kristan - Matko Krištofić - Peter Krivec - Ada Krivic - Martina Križaj Ortar - Josip Križan - France Križanič - Terezija (s. Angelina) Križanič - Breda Kroflič - Robi Kroflič - Franc Kropivšek - Anton Krošl - Ivan Kryl - Anton Kržič - Anton Krošl - Ivan Krušič - Eliza Kukovec (1879-1954) - Srečko Kumar - Metod Kumelj - Blaž Kumerdej - Sonja Kump - Dušica Kunaver - Jurij Kunaver - Pavel Kunaver - Dragomira Kunej - Egon Kunej - Viljem Kunst - Vinko Kunstelj - Ivan Kuret - Anton Kutin - Franc Kuzmič - Mikloš Küzmič - Štefan Küzmič - Jana Kvas - Koloman Kvas - Franc Kvaternik

## L
Marijan Lačen - Ivan Lah - Albin Lajovic - Jernej Lampret - Marija Ana Lap Drozg - Ivan Lapajne - Josip Lapajne - Marija Lapajne (1883-1973) - Vincencij Lapajne - Vesna Lavrič - Vito Lavrič - Luka Lavtar - Franc Lavtižar - Franc Lazarini - Lojze Leb - Anton Leban - Avgust Armin Leban - Janko Leban - An(ic)a Lebar - Stanko Leben - Miloš Ledinek - Karel Legat - Melita Lemut Bajec - Josip Lendovšek - Jurka Lepičnik Vodopivec - Anton Lesar - Davorin Lesjak - Rudi Lešnik - Fran Levec - Janez Levec (1855-1937) - Alfonz Levičnik - Mihael Levstik - Mariza Ličan - Nives Ličen - Angelca Likovič - Anton Likozar - Emilijan Lilek - Anton Tomaž Linhart - Viljem Linhart - Jože Lipnik - Vinko Lipovec - Igor Lipovšek - Marijan Lipovšek - Florjan Lipuš - Boris Lipužič - Marija Lipužič - Janko Liška - Frančišek Ločniškar - Ožbe Lodrant - Vinko Logaj - Bogomir (Miro) Lojk - Janko Lokar - Dragotin Lončar - Jakob Lopan - Stanko Lorger - Joža Lovrenčič - Živko Lovše - Franjo Lovšin - Franc Lubej - Aleksander Lunaček - Ivan Lunder - Franc (&Franja) Lunder - Stanka Lunder Verlič - Fortunat Lužar

## M
Ivan Macher - Majda Magajna - Franjo Magdič - Jakob Franc Mahr - Edi Majaron - Andrej Majcen - Viktor Majdič - Boris Majer - Vladislav Majhen - Anton Makovic - Andrej Makuc - Pavla Makuc - Avguštin Malle - Barica Marentič Požarnik - Boštjan Markič - Marjanca Markič - Mihael Markič - Josip Marn - Fran(čišek) Marolt - Peter Martinc - Jurij Marussig - Milan Marušič - Blaž Matek - Neža Maurer - Marij Maver - Josip Mazi - Vilko Mazi (1888-1986) - Jasna Mažgon - Anton Medved - Anton Medved - Martin Medved - Vida Medved Udovič - Zdenko Medveš - Marija Mehle - Jože Melaher - Luc Menaše - Rudolf Mencin - Marija Menih - Dušan Merc - Alojzij Merhar - Boris Merhar - Josip Mešiček (1865-1923) - Franc Serafin Metelko - Janez Milko Metlika - Franc Mihelčič (2) - Pavel Mihelčič - Slavko Mihelčič - Stane Mihelič - Erika Mihevc Gabrovec - Neža Ema Mikec - Janja Miklavčič - Jožica Miklavčič - Janez Miklošič - Adam Milkovič - Dragojila Milek - Pino Mlakar - Vekoslav (Alojz) Mlekuž - Franc Močnik - Franc Močnik - Hubert Močnik - Janez Močnik - Josip-Rastko Močnik (1915-1996) - Matej Močnik - Matija Močnik (1881-1962) - Vinko Möderndorfer - Dušan Modic - Miha Mohor - Milena Mohorič - Ivan Molinaro - Nada Morato - Karmen Mozetič - Anton Možina - Bernarda Mrak Kosel - Ester Mrak - Jožef Mrak - Ilija Mrmak - Oton Muhr - Franc Munih - Viktor Murnik - ? Murnik - Janko Muršak - Erna Muser - Peter Musi - Avgust Musić

## N
Marica Nadlišek Bartol - Rajmund Nachtigall - Zoran Naprudnik - Jan Nepomuk Nečásek - Miha Nerat - Alojz Novak - Alojzij Novak (1849-1917) - Alojzij Novak (učitelj) - Bogomir Novak - Fredi Novak - Franc Novak-"General Štesel" - Helena Novak - Ivanka Novak (r. Škrabec) - Ljudmila Novak - Stane Novak - Valentina Novak - Egidija Novljan

## O
Roman Oberlintner - Breda Oblak - Rudi Ocepek - Uroš Ocepek - Anton Ocvirk - Alojzij Odar - Eda Okretič Salmič - Oton Oman -Zdravko Omerza - Božidar Opara - Mihael Opeka - Josip Orel - Tine Orel - Božena Orožen - Fran Orožen - (Ignacij Orožen) - Janko Orožen - France Ostanek - Anton Osterc - Anton Oven - Karel Ozvald

## P
Anton Pagon - Boris Pahor - Drago Pahor - Jože (Josip) Pahor - Marija (Minka) Pahor - Samo Pahor - Janko Pajk - Milan Pajk - Franc Papler - Amand Papotnik - Dušan Parazajda - Tone Partljič - Alfonz Paulin - Marta Paulin (-Schmidt) - Marijan Pavčič - Josip Pavčič - Avgust Pavel - Gregor Pavlič - Breda Pečan - Mojca Peček Čuk - Rudolf Pečjak - Sonja Pečjak - Franc Pediček - Cirila Peklaj - Valerija Perger - Jožica Peric - Andrej Perne - Marija Perpar - Bruna Marija Pertot - Nada Pertot - Rajko Perušek - Jože Peterlin - Mihael Peternel - Pavle Petričič - Anton Pevc - France Pibernik - Leo Pibrovec - Viktorija Pičman - Zora Pipan - Alfonz Pirc - Franc Pirc - Gustav Pirc - Ksaverija (Ana) Pirc - Makso Pirnat - Angela Piskernik - Franci Pivec - Ljudevit Pivko - Karmen Pižorn - France Planina - Jože Plečnik - Josip Plemelj - Janko Plemenitaš - Tanja Plemenitaš - Cirila Pleško Štebi - Franc Plevnik - Tatjana Plevnik - Alojz Pluško - Leopoldina Plut Pregelj - Karel Podhostnik - Albin Podjavoršek - Oton Polak - Valentin Polanšek - Anton Polenec - Branko Polič - Leopold Poljanec - Ljudmila Poljanec - Ivan Poljanšek - Alojzij Potočnik - Majda Potrata - Maria Pozsonec - Anton (Tone) Požar - Breda Požar - Štefan Požlep - Andrej Praprotnik - Franc Praprotnik - Bogo Pregelj - Ivan Pregelj -  Stanko Prek - Branko Prekoršek - Ivan Prekoršek - Stanko Premrl - Ivan Prijatelj - Karel Prijatelj - Niko Prijatelj - Janez Nepomuk Primic - Anton Primožič - Štefan Primožič - Josip Priol - Stane Proje - Marijan-Majo Prosen - Ivan Pucelj - Ivan Pucelj - Helena Puhar - Danica Purg

## R
Oton Račečič - Božo Račič - Marko Račič - Meta Rainer - Judita Rajnar - Rudolf Rakuša - Edvard Ravnikar - Cveta Razdevšek Pučko - Nada Razpet - Alenka Rebula Tuta - Alojz Rebula - Pavla Renzenberg - Ludvik Rebeušek - Elija Rebič - Metod Resman - Ivan Reščič - Josip Ribičič - Marinka Ribičič - Roža Ribičič - Vojteh Ribnikar - Adolf Robida - Karel Robida - Emil Rojc - Frančišek Rojina - Tomaž Romih - Adolf Rosina - Mihajlo Rostohar - Fran Roš - Miloš Roš - Leopoldina Rott (Lavoslava Kersnik) - Simon Rudmaš - Branko Rudolf - Marina Rugelj - Karlo Rupel - Mirko Rupel - Barbara Rustja - Anton Rutar - Dušan Rutar - Marija Rutar - Simon Rutar - (Tone Rutar) - Zora Rutar Ilc

## S
Janez Sagadin - Ludvik Sagadin - Marija Saje - Oton Sajovic - Igor Saksida - Franc Samec - Janko Samec - Maksa Samsa - Mara Samsa - Sartori - Majda Schmidt Krajnc - Vladimir (Vlado) Schmidt - Henrik Schreiner - Matilda Sebenikar (r. Tomšič) - Danilo Sedmak - Jurij Selan - Tone Seliškar - Antonio Sema - Matija Senkovič - Jože Sever - Leopold Sever - Miháo Sever Vanečaj - Sonja Sever - Jože Sevljak - Andrej Sežun - Albert Sič - Franjo Sič - Samo Simčič - Minka Skaberne - Anton Skala - Vinko Skalar - Jakob Sket - Stanko Skočir - Klara Skubic Ermenc - Andrej Skulj - Vika Slabe - Zdravko Slamnik - Antonija Slavik - Anton Martin Slomšek - Anton Slodnjak - Breda Slodnjak (r. Milčinski) - Pavel Smolej - Viktor Smolej - Ljuba Smotlak - Hinko Smrekar - Benigen Snoj - Gregor Somer - Edvard Sosič - Ivan (Ive) Sosič - Andrej Sotošek - Anton Sovre - Anton Spendou - Jožef Spendou - Jožef Spindler - Valentin Stanič - Vojka Stepančič - Ljudevit Stiasny - Anton Stres (1871-1912) - Boris Stres - Gvido Stres (st./ml.) - Vera Stres (por. Kmetec) - Josip Stritar - Franc(e) Strmčnik - Janez Strnad - Helena Stupan (r. Tominšek) - Natalija Suhadolc (r. Sartori) - Leopold Suhodolčan - Franc Sušnik - Blaž Svetelj - Peter Svetina

## Š
Maks Šah - Saša Šantel - Andrej Šavli - Breda Šček (-Orel) - Iva Šegula - Marjanca Šeme - Anton Šepetavc - Romana Šifrer - Gustav Šilih - Stanko Šimenc - Jože Širec (1923-2018) - Amat Škerlj - Ivan Škoflek - Radoslav Škoflek - (Mojca Škrinjar) - Majda Šlajmer Japelj - Ljudmila (Mila) Šlibar - Jakob Šolar - Ljubka Šorli - Josip Šorn - Albin Šprajc - Ivan Štalec - Alojzija (Lojzka) Štebi - Damijan Štefanc - Barbara Šteh - Vesna Štemberger - Anton Štrekelj - Josip Štrekelj - Anton Štritof - Branimir Štrukelj - Antonija Štupca - Jože Šturm - Ivan Šubic - Rajko Šugman - Fran Šuklje - Gizela Šuklje - Svetozara Šuklje - Kristina Šuler - Avgust Šuligoj - Marija Švajncer - Ernest Švara

## T
Tonka Tacol - Mladen Tancer - Venčeslav Taufer - Vida Taufer - Albin (Zoran) Tavčar - Alojzij Tavčar - Josip Tavčar - Mara Tavčar - Marijan Tavčar - Miroslav Tavčar - Zora Tavčar - Bogo Teplý - Ernest Tiran - Joško Tischler - Ivan Toličič - Anton Valentin Toman - Silvira Tomasini - Jože Tomažič - Alojzij Tome - Ernest Tomec - Ana Tomić (r. Trdin) - Ivan Tominec - Josip Tominšek - Vlasta Tominšek - Bernard Tomšič - Emanuel Tomšič - France Tomšič - Ivan Tomšič - Janez Tomšič - Ljudevit Tomšič - Marjan Tomšič (1930-2009) - Marjan Tomšič - Matija Tomšič - Štefan Tomšič - Bea Tomšič Amon - N. Topolovec - Emanuel Torres - Karel Toš - Marjan Tratar - Janez Trdina - Joža Trdina - Silva Trdina - Ruža Tremski-Gradišnik - Ivan Trinko - Anton (Tone) Troha - Veljko Troha - Štefan Trojar - Angela Trost - Anton Trost - Davorin Trstenjak - Davorin (Martin) Trstenjak - Marijan Tršar - Primož Trubar - Ernest Turk - Lavoslava (Antonija) Turk - Metod Turnšek - Ivan Tušek

## U
Drago Ulaga - Emil Ulaga - Janez Krstnik Ulčer - Anton Umek-Okiški - Fedora Umek - Bernarda Urankar - Peter Us - Helena Us

## V
Alojzij Vadnal - Karel Valentinčič - Matija Valjavec - Francka Varl Purkeljc - Jože Vauhnik - Anton Velikonja - Slavica Vencajz - Marija Vencelj - Karel Verstovšek - Ivan Vesenjak - Tadej Vidmar - Oto Vilčnik - Alenka Vilfan Kozinc - Albin Vilhar - Mirko Vivod - Angela Vode - Dora Vodnik - France Vodnik (1909-79) - Valentin Vodnik - Franc Vodopivec - Marija Vogelnik (r. Grafenauer) - Silva Vogelnik (por. Silva Berce) - Fran Voglar - Mira Voglar - Janez Vogrinc - Jože Vogrinc star. - Metod Vojvoda - Zlata Vokač - Jože Volarič - Drago Vončina - Reginald Vospernik - Leopold Vostner - Vera Vošnjak - Ernest Vranc - Ivan Vrbančič - Miha Vrbinc - Milan Vreča - Ivan Vrečar - Franica Vrhunc - Ivan Vurnik

## W
Jože Wakounig - Tomaž Weber - Marija Wessner - Josip Wester - Franc Wiesthaler - Venceslav Winkler -  Marija Wirgler (Jezernik)

## Z
Pavle Zablatnik - Vlasta Zabukovec - Jože Zadravec (1939-2023) - Fran Zakrajšek - (Srečo Zakrajšek) - Leonida Zalokar - Mansuet Zangerl - Jože Zelenik - Janko Zerzer - Pavel Zgaga - Mavricij Zgonik - Anica Zidar - Pavle Zidar (Zdravko Slamnik) - Ivan Zika - Janez Zima (Sima) - Luka Zima - Anamarija (Volk) Zlobec - Stanislav Zlobko - Ivo Zobec - Darja Zorc Maver - Rudolf Zore - Črtomir Zorec - Srečko Zorko - Leon Zorman - Klavdij Zornik - Agneza Zupan - David Zupan - Jakob Zupan - Jože Zupan - Jože Zupan-Juš - Darko Zupanc - Lojze Zupanc - Anton Zupančič - Alenka Zupančič Danko - Janja Zupančič - Jože Zupančič - Katka Zupančič - Vita Zupančič - Zdravko Zupančič

## Ž
Anton Žabkar? - Jože Žabkar - Cilka Žagar - Drago(tin) Žagar - France Žagar - Igor Ž. Žagar - Marija (Marica) Žagar - Marija Žagar - Marjan Žagar - Nikolaj Žagar - Stane Žagar - Miroslav Žakelj -  Marjeta Žebovec - Sebastijan Žepič - Lojzka Žerdin - Tereza Žerdin - Breda Žerjal - Irena Žerjal - Albert Žerjav - Angelca Žerovnik - Branimir Žganjer - Franjo Žgeč - Adela Žgur - Alojzija Židan - Franc (Leopold) Žigon - Janko Žirovnik - Leon Žlebnik - Janja Žmavc - Vincenc Žnidar - Ivica Žnidaršič - Mihael Žolgar - Sonja Žorga - Bogdan Žorž - Andrej Žumer - Jože(f) Župančič

Vir.: Slavica Pavlič: Sto znamenitih osebnosti v šolstvu na Slovenskem, Prešernova družba, Ljubljana, 2000.